# دانيال فرانزيس
دانيال فرانزيس (بالإنجليزية: Daniel Franzese)‏ مواليد 9 مايو 1978 في بروكلين، الولايات المتحدة، هو ممثل أمريكي بدأ مسيرته الفنية سنة 2001.

## الأعمال
- فتيات لئيمات
- حرب العوالم
- العودة
- سي اس آي: التحقيق في موقع الجريمة

## روابط خارجية
- دانيال فرانزيس على موقع IMDb (الإنجليزية)
- دانيال فرانزيس على موقع ألو سيني (الفرنسية)
- دانيال فرانزيس على موقع أول موفي (الإنجليزية)
- دانيال فرانزيس على موقع قاعدة بيانات الأفلام السويدية (السويدية)
- دانيال فرانزيس على موقع إن إن دي بي (الإنجليزية)
- دانيال فرانزيس على موقع قاعدة بيانات الفيلم (الإنجليزية)
- دانيال فرانزيس على موقع كينوبويسك (الروسية)